# Matías de Aguirre
Matías de Aguirre o Mathías de Aguirre (Coahuila, 1682-1723) fue un militar, gobernador y administrador español del siglo XVIII.

## Biografía
Se tienen registros de su participación en la Armada durante sus primeros años. 
Matías de Aguirre ejerció de 1703 a 1705 el cargo de gobernador de la Provincia de Coahuila y Nueva Filipinas, administrada desde Monclova.
Por mandato del virrey José Sarmiento Valladares organizó una expedición para expulsar a los franceses que, desde La Luisiana, se habían establecido al este de Nueva Filipinas (actual Texas, EE. UU.). Las noticias de la amenaza francesa habían sido reportadas por los comerciantes indígenas texas, quienes informaron de que los franceses se habían asentado junto a los caddo. El equipo expedicionario fue dirigido por el Buenaventura de Aguirre, capitán del presidio de San Juan Bautista del Río Grande del Norte fundado en 1701 (actual Guerrero, Coahuila, México) La expedición, que incluía coahuilas, no logró localizar los puestos de avanzada francesa.
En 1708, ocupó el cargo de alcalde ordinario de Monterrey (Nuevo León), y en 1715 el de aguacil mayor. Aguirre también tuvo propiedades agrícolas y fue comerciante, existiendo registros de una hacienda de fundición o herrería que poseía en Nuevo León en 1720 por 2.400 pesos.
Aguirre también lideró, en algún momento, los convoyes de suministros que actuaban en el mencionado presidio de Río Grande.